# La fine del mondo (Mr. Rain e Sangiovanni)
La fine del mondo è un singolo dei cantanti italiani Mr. Rain e Sangiovanni, pubblicato il 12 maggio 2023 come secondo estratto dal quarto album in studio Pianeta di Miller.

## Descrizione
Il brano, scritto e composto dai due cantanti con Lorenzo Vizzi, è stato descritto da Mr. Rain in un'intervista rilasciata a Radio Deejay:
(Mr. Rain)

## Promozione
Il singolo è stato cantato in anteprima il 3 maggio 2023 al Fabrique di Milano.

## Accoglienza
La fine del mondo è stato accolto perlopiù in maniera negativa da parte della critica specializzata.
Giulia Ciavarelli di TV Sorrisi e Canzoni riscontra che il brano «un pop orecchiabile» in continuità con i precedenti progetti di entrambi i cantanti. Mattia Marzi di Rockol  definisce il brano dalle «sonorità classiche» con «presenza di pianoforti, archi e percussioni», trovando nel testo «qualche rima un po' di dubbio gusto e versi stucchevoli». Marzi sottolinea inoltre che Mr. Rain risulti «melodico e smaccato», associandolo a Fedez in Cigno nero e Magnifico, in contrapposizione alla «freschezza» di Sangiovanni.
Fabio Fiume di All Music Italia ha assegnato al brano un punteggio di 5,5 su 10, ritenendo che la collaborazione «snatura» l'artisticità di Mr. Rain, avvicinandolo alle sonorità di Sangiovanni, scrivendo che «gli accenti infatti viaggiano per fatti loro; [...] fornisce, alla sua conclusione, quella sensazione che ci sarebbe voluto un passaggio in più». Gabriele Fazio dell'Agenzia Giornalistica Italia definisce il brano «dimenticabilissimo poppettino surgelato», sottolineando che la dizione di Sangiovanni presenti «le solite vocali sbagliate».

## Video musicale
Il video è stato pubblicato il 16 maggio 2023 sul canale YouTube di Mr. Rain.

## Tracce
Testi di Lorenzo Vizzini, Mattia Balardi e Giovanni Damian, musiche di Mattia Balardi e Giovanni Damian.
1. La fine del mondo – 2:42
2. La fine del mondo (Sped Up) – 2:05

## Classifiche

### Classifiche settimanali
| Classifica (2023) | Posizione massima |
| ----------------- | ----------------- |
| Italia            | 28                |

### Classifiche di fine anno
| Classifica (2023) | Posizione |
| ----------------- | --------- |
| Italia            | 84        |